# Superman and the Mole Men
Superman and the Mole Men, conosciuto anche col titolo Superman and the Strange People, è un film indipendente statunitense in bianco e nero del 1951 diretto da Lee Sholem, basato sul personaggio dei fumetti Superman. Costituisce il primo film basato su un personaggio della DC Comics e la prima apparizione cinematografica di George Reeves nei panni del supereroe ideato da Jerry Siegel e Joe Shuster. Il film fu in seguito adattato in due episodi della serie televisiva Adventures of Superman del 1952-1958 interpretata dallo stesso Reeves.

## Trama
I giornalisti Clark Kent e Lois Lane vengono inviati nella cittadina di Silsby per documentare l'inaugurazione del pozzo di petrolio più profondo del mondo. Durante gli scavi, la trivella penetra però nella città degli uomini talpa, una razza di umanoidi piccoli e pelosi che vivono nelle profondità del sottosuolo.
Durante la notte due uomini talpa, risalendo il foro di trivellazione, emergono in superficie, spaventando gli abitanti della città. Subito una folla inferocita, guidata dal violento Luke Benson, comincia a dare la caccia ai "mostri" per ucciderli e Superman è l'unico in grado di calmare la situazione, fermando Benson e l'altra gente. Un uomo talpa rimane ferito negli scontri e viene portato in ospedale per essere operato, mentre l'altro scompare nel foro di trivellazione. I cittadini, guidati sempre da Benson, danno l'assalto all'ospedale tentando di catturare l'uomo talpa ferito e Superman è costretto a fare la guardia all'esterno per fermarli.
Intanto gli uomini talpa escono dal foro per riprendersi il loro compagno. Sono armati con un laser e non esitano a usarlo quando Benson tenta di attaccarli. Superman però si frappone tra gli uomini talpa e Benson e gli salva la vita, anche se, come poi gli dice, forse non lo meritava.
Dopo aver recuperato il compagno ferito, gli uomini talpa ritornano nel sottosuolo, facendo saltare il foro che conduceva alla superficie, in modo da non essere più disturbati.

## Produzione
Prodotto da Barney A. Sarecky nel 1951, è stato il primo basato su un personaggio a fumetti della DC Comics e il primo in cui appare George Reeves nel ruolo di Superman.

## Distribuzione
Il film non è mai arrivato in Italia e per questo non è mai stato doppiato. Per lungo tempo non ha ricevuto nemmeno una distribuzione in home video fino a quando non è uscito il cofanetto blu-ray "Superman Anthology" che racchiude tutti i lungometraggi del personaggi prima di L'uomo d'acciaio e quindi anche la pellicola di Lee Sholem, anche se quest'ultima è stata inserita tra i contenuti speciali.

## Accoglienza

### Critica
Fantafilm definisce il film "schematico ed ingenuo negli sviluppi e povero di effetti", ma gli attribuisce comunque il merito "di invitare il pubblico dei giovanissimi alla tolleranza nei confronti delle minoranze etniche, qui rappresentate dai singolari "uomini talpa".